# 1928年5月19日日食
1928年5月19日日食是一次日全食，發生於1928年5月19日。新月當天（即朔日），地球上觀測到月球和太阳的角距離極小，此時月球如果恰好在月球交點附近，穿過太阳和地球之間，與地球、太阳接近一直線，則會出現日食。月球本影接觸地表而使該區域完全得不到陽光，就會形成日全食，同時在本影兩側數千公里的半影範圍內遮擋部分陽光，形成日偏食。此次日全食只經過了南极洲毛德皇后地以北的部分海域，日偏食則覆蓋了南美洲南端、非洲南部及周邊部分地區。

## 日食概況

### 出現區域
此次日全食發生時，月影軸線未經過地球，僅從地球南端以外掠過，本影擦過南极洲毛德皇后地以北的部分海域，是地球上唯一能看到此次日全食的地方。整個過程中，全食帶未經過任何陸地。
除了上述極短的全食帶內能看見日全食之外，月球半影覆蓋範圍內都能看到日偏食，包括智利東南部、阿根廷南部、福克兰群岛、南乔治亚和南桑威奇群岛、中部非洲南部、南部非洲、东非南部、南極半島最北端及毛德皇后地一小段海岸。
整個20世紀只有5次月影軸線未經過地球而本影或偽本影擦過地球一端的日食，包括3次日全食和2次日環食。本次是20世紀第一次這類日食，更是1656年7月21日以來第一次這類日食，而下次則是1950年3月18日的日環食。

### 基本參數
- 類型：日全食
- 食甚中心處（位於南极洲毛德皇后地海岸以北約780公里的南冰洋洋面）資料：
  - 時間：1928年5月19日13:23:55.4
  - 地點：63°15.2′S 22°32.1′E / 63.2533°S 22.5350°E
  - 食分：1.0140（全食帶內最大）

## 相關的日月食

### 月全食
1928年6月3日的月全食在本次日全食後半個月發生，同屬一個食季。巧合的是，不到1年之前，1927年6月15日的月全食和1927年6月29日的日全食相隔僅半個月相繼發生，而下一次出現則要等到1938年5月14日的月全食和1938年5月29日的日全食。

### 1928-1931年的日食
月球交替位於相對的月球交點時，以半個交點年（食年），即約177天又4小時間隔出現下列日食。
註：1928年6月17日的日偏食屬於上一組交點年系列。1931年9月12日的日偏食屬於下一組交點年系列。
| 升交點   | 升交點                   |          | 降交點                    | 降交點 |
| 沙羅周期 | 地圖                     | 沙羅周期 | 地圖                      |        |
| 117      | 1928年5月19日 全食       | 122      | 1928年11月12日 偏食（北） |        |
| 127      | 1929年5月9日 全食        | 132      | 1929年11月1日 環食        |        |
| 137      | 1930年4月28日 全環食     | 142      | 1930年10月21日 全食       |        |
| 147      | 1931年4月18日 偏食（北） | 152      | 1931年10月11日 偏食（南） |        |

### 沙羅周期
沙羅周期長度為18年11天。本次日食屬於沙羅周期117，共包含71次日食，依次為792年6月24日至918年9月8日的8次日偏食、936年9月18日至1333年5月14日的23次日環食、1351年5月25日至1423年7月8日的5次全環食（亦稱混合食）、1441年7月18日至1928年5月19日的28次日全食、1946年5月30日至2054年8月3日的7次日偏食，總共歷時1262.11年。其中最長的全食發生於1892年4月26日，共持續了4分19秒。
下表列舉了20、21世紀屬於該周期的日食，是第63至71次：
| 63            | 64            | 65            |
| ------------- | ------------- | ------------- |
| 1910年5月9日  | 1928年5月19日 | 1946年5月30日 |
| 66            | 67            | 68            |
| 1964年6月10日 | 1982年6月21日 | 2000年7月1日  |
| 69            | 70            | 71            |
| 2018年7月13日 | 2036年7月23日 | 2054年8月3日  |

## 資料來源
1. ↑  樊忠玉. . 中国天文科普网.   [2016-03-30]. （原始内容存档于2014-09-17）.
2. 1 2  Fred Espenak. . NASA Eclipse Web Site.   [2016-03-30]. （原始内容存档于2020-10-24）.（英文）
3. ↑  Fred Espenak. . NASA Eclipse Web Site.   [2016-03-30]. （原始内容存档于2020-10-20）.（英文）
4. ↑  Xavier M. Jubier. .   [2016-03-30]. （原始内容存档于2019-06-12）.（法文）（英文）
5. 1 2  Fred Espenak. . NASA Eclipse Web Site.   [2016-03-30]. （原始内容存档于2017-12-28）.（英文）
6. ↑  Fred Espenak. . NASA Eclipse Web Site.   [2016-03-30]. （原始内容存档于2014-06-29）.（英文）
7. ↑  Fred Espenak. . NASA Eclipse Web Site.   [2016-03-30]. （原始内容存档于2014-05-23）.（英文）
8. ↑  Fred Espenak. . NASA Eclipse Web Site.   [2016-03-30]. （原始内容存档于2015-01-12）.（英文）
9. ↑  Fred Espenak. . NASA Eclipse Web Site.（英文）

## 外部連結
- NASA日食專頁（页面存档备份，存于）（英文）
- 可見區域圖和時間統計：由弗雷德·埃斯佩纳克做出的日食預報，NASA/GSFC
  - Google互動地圖呈現的日食範圍
  - 貝塞爾元素
- Google地圖顯示的日全食和日偏食範圍（页面存档备份，存于）（法文）（英文）

| \| \| 日食 \|                              |                              |                                           |
| 上一次日食： 1927年12月24日日食 （日偏食） | 1928年5月19日日食 （日全食） | 下一次日食： 1928年6月17日日食 （日偏食） |
| 上一次日全食： 1927年6月29日日食           | 1928年5月19日日食 （日全食） | 下一次日全食： 1929年5月9日日食           |
|                                            | 日食                         |                                           |